# Magdalena Sibylla av Hessen-Darmstadt

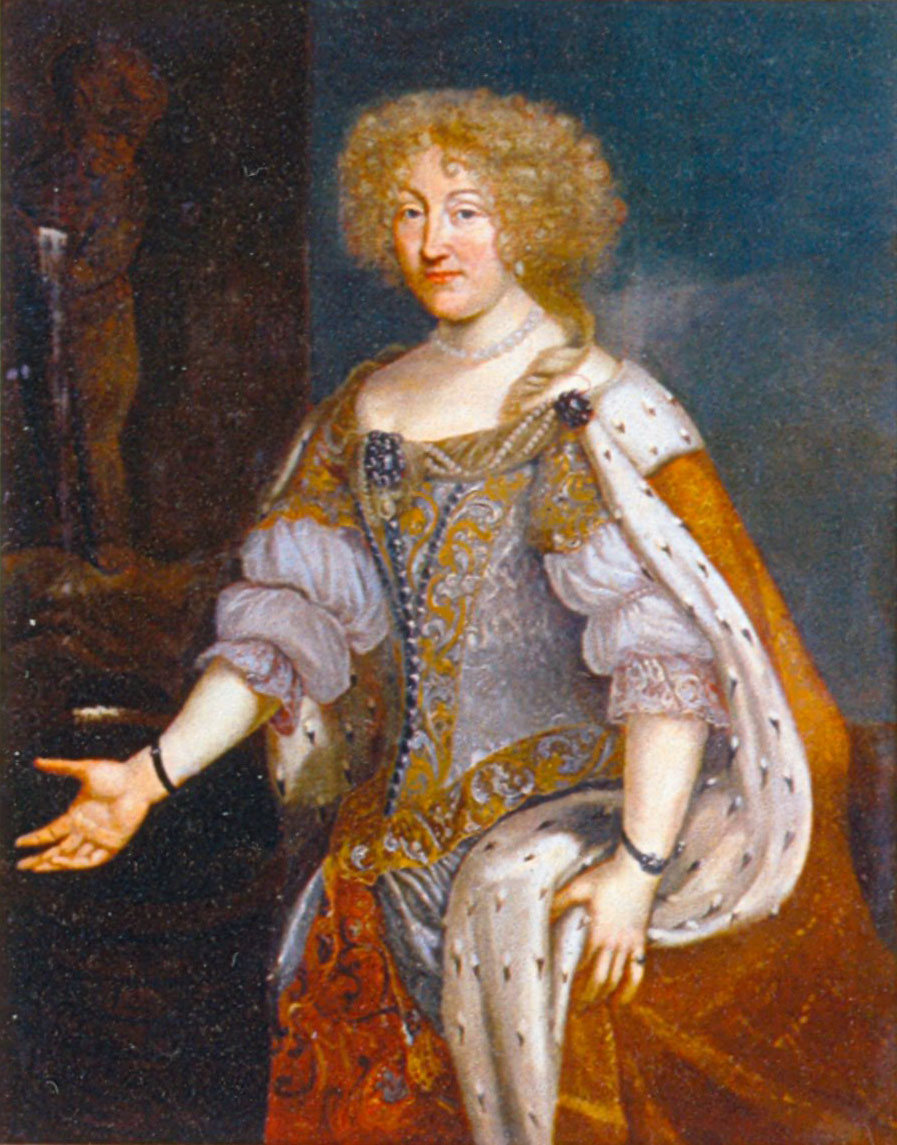
Magdalena Sibylla av Hessen-Darmstadt

Magdalena Sibylla av Hessen-Darmstadt, född 1652, död 1712, var en tysk regent och kompositör. Hon var Württembergs regent under sin son Eberhard Ludvig av Württembergs omyndighet från 1677 till 1693.

## Biografi
Magdalena Sibylla var dotter till Ludvig VI av Hessen-Darmstadt och Marie Elisabeth av Holstein-Gottorp. Hon förlorade sin mor vid tretton års ålder 1665 och levde sedan vid det svenska hovet hos sin moster, Sveriges riksänkedrottning och regent Hedvig Eleonora. Hon skall under sin tid i Sverige ha blivit mycket religiös. År 1673 gifte hon sig med Württembergs tronföljare, som bara ett halvår senare blev monark som hertig Wilhelm Ludvig av Württemberg.
Tre år senare blev hon änka och förmyndare för sin son. Hon blev genom sin försiktighet i politiken en populär regent. Magdalena Sibylla var också kompositör och författade flera hymner och psalmer. Johann Pachelbel var hennes hovkompositör 1690–1692. År 1693 förklarades hennes son myndig vid 16 års ålder och Magdalena Sibylla avgick som regent och drog sig tillbaka till slottet Kirchheim.

## Verk
- Christliche Betrachtung der betrübten Zeit. (Nürnberg 1680)
- Neu-vermehrtes ... Andachts-Opfer. (Stuttgart 1683)
- Das mit Jesu gekreutzigte Herz. 3 Bde. (Stuttgart 1691)
- Geistliche Krancken-Apotheck. (Stuttgart 1703)